# Phortica latifoliacea
Phortica latifoliacea är en tvåvingeart som beskrevs av Chen och Mahito Watabe 2008. Phortica latifoliacea ingår i släktet Phortica och familjen daggflugor. Inga underarter finns listade i Catalogue of Life.